# Luggate
La ville de Luggate est une petite localité de l’Île du Sud de la Nouvelle-Zélande .

## Situation
Elle est localisée sur le trajet de la route State Highway 6/S H 6, entre les villes de Wanaka et de Cromwell, près de la jonction avec la route State Highway 8/S H 8A (en), à approximativement 15 km du centre-ville de Wanaka, juste au-delà de l’aéroport de Wanaka (en).

## Caractéristique
Le Luggate Grandview Bridge est un lieu caractéristique listé dans le registre historique du Queenstown Lakes District Council.
Il fut ouvert le 28 octobre 1915 et a été décrit comme « un des plus attractifs et des plus proportionnés parmi les ponts routiers en métal du pays ».
Il est long de 103,7 mètres et a une poutrelle traversante de 61 mètres, une autre de 30,5 m et une poutrelle d'extrémité de 12,2 m en acier laminé.